# قوام‌الدین ابوالبقاء عبدالله
مولانا قوام الدین ابوالبقاء عبدالله بن محمود بن حسن شیرازی یکی از علما و دانشمندان زبدهٔ دوره سده هشتم بود. نام او در کتاب شدالازار آمده است. قوام‌الدین در شیراز به وعظ در مسجد جامع عتیق و تدریس و نوشتن پراخت و شاگردان زیادی تربیت کرد که از آن جمله‌اند سراج‌الدین ابوحفض عمر بن عبدالرحمان فارسی قزوینی صاحب کتاب کشف کشاف، حافظ شاعر معروف و شاه شجاع مظفری نیز از شاگردان قوام‌الدین بودند. و در سال ۷۷۲ هجری قمری در شیراز درگذشت و در گورستان شیخ کبیر در جوار پدرش به خاک سپرده شد.

آثار به نوشتهٔ کتاب شدالازار: کتاب الکشاف که سراج‌الدین شرحی به نام کشف الکشاف بر آن نوشته‌ است، البسط در دو مجلد که ناتمام باقی مانده است.‌